# Lainio

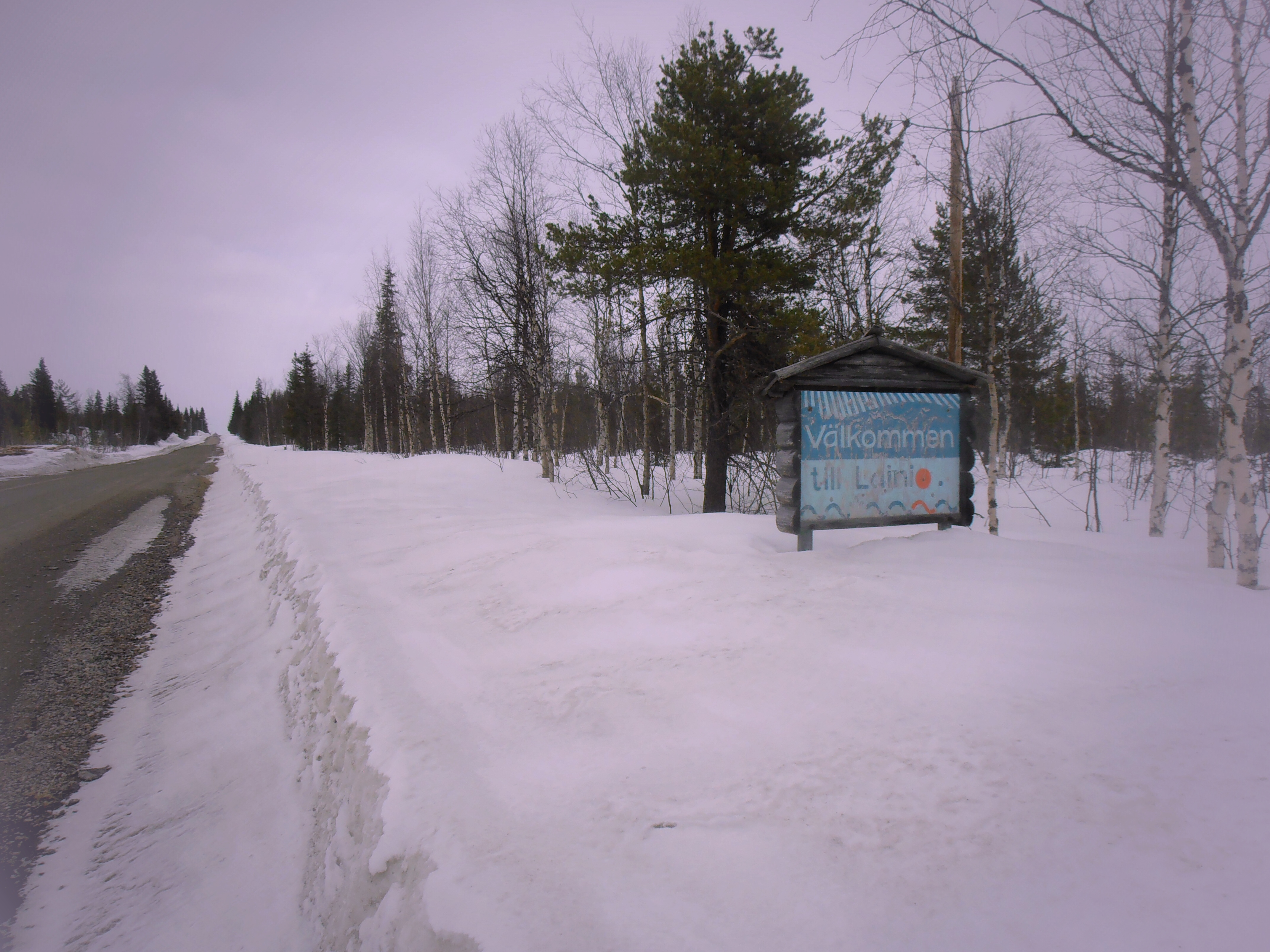
Lainio (2017)

Lainio ist ein Ort (småort) in der nordschwedischen Provinz Norrbottens län und der historischen Provinz (landskap) Lappland.

## Lage und Beschreibung
Lainio im Vittangi-Distrikt wurde um das Jahr 1650 von Klemet Olofsson (Hietaniemi) gegründet.
Ursprünglich hieß der Ort Neitiniva.
Der Ort liegt am Lainioälven, etwa 30 Kilometer nordöstlich von Vittangi. 
Der Lainioälven teilt den Ort in Västra Lainio und Östra Lainio.
Lainio ist über die Landstraße BD 891 mit dem schwedischen Straßennetz verbunden.
Lainio ist der älteste ständig bewohnte Ort in der Torne-Lappmark.
Im Jahre 1890 hatte der Ort 417 Einwohner.
Bis zum Jahr 2015 sank die Zahl der Einwohner auf 54.